# 中廣音樂網
中廣音樂網（i radio），是台灣的一個網路廣播頻道，創立於1987年，由中國廣播公司經營。原為調頻廣播頻道。目前的節目編排，除了平日0800~1905，周末1000–1805聯播中廣新聞網的5分鐘整點新聞，平日0700-0800聯播新聞網《中廣早報新聞》，平日2000-2400聯播流行網，其餘時段皆以音樂型態為主。

## 歷史
- 1987年8月1日，開始播音，最初頻率為FM96.2。初期藉由自動化電腦播出系統排播全天樂曲，曲目以輕音樂、西洋音樂為主，不設主持人[1]。
- 1992年3月11日，中廣音樂網首次出現主持人李蝶菲，向聽眾徵求對節目的意見。
- 1995年5月1日，中廣音樂網由原本每天播音22小時改為全天候24小時播音。
- 1999年11月，中廣音樂網以「Wave Radio」新型態、名稱播音，並且增加主持人，標語為「只聽音樂不聽話」，此後即改採流行音樂專業電台的路線至今。
- 2003年，「Wave Radio」改版，找來蕭亞軒錄製台呼。
- 2007年1月21日，「Wave Radio」結束DJ群的播音，在此後10天，節目內容均為自動播放音樂及穿插廣告、新聞。
- 2007年2月1日，中廣音樂網的從原先的Wave Radio更變為「i Radio」，並在節目、主持人做一系列調整，新jingle由潘瑋柏演唱[1]。
- 2007年6月，因應動員戡亂時期結束，因此中廣的「遏制匪波」任務已經終止，中廣必須繳回動員戡亂時期占用的全國性調頻廣播的「音樂網（FM 96.3MHz）」與「寶島網（FM 105.9MHz）」頻段。[2]
- 2016年4月1日，i-radio內部DJ變動，劉虹樺，陳綺萱，汪佩蓉，黃星翰，公司以人事縮編理由不續聘。
- 2017年3月17日，最高行政法院判決NCC可以直接收回中廣因為動員戡亂時期占用的全國性調頻廣播的「音樂網（FM 96.3MHz、96.1MHz）」與「寶島網（FM 105.9MHz）」頻段，全案定讞。[3]
- 2017年4月14日，國家通訊傳播委員會在當日下班後派專人親送公文至中廣公司，令中廣必須立即停播寶島網及音樂網，否則將移送法辦。中廣被迫在當日24時後全面停播中廣寶島網以及中廣音樂網。自此，地面廣播訊號的中廣音樂網正式停播。音樂網部分DJ（左光平、端端、李洛洋、廖允杰、艾瑞克）已於4月1日調去中廣流行網主持節目。4月15日起以「網路電台」型式繼續播出（需用中廣線上聽APP收聽）[4][5][6]。
- 2017年4月15日到23日，暫停DJ群的播音（15、16兩日的節目皆為事先預錄方式播出），4月17日起節目內容均為自動播放音樂及穿插廣告、新聞（含平日0700的《七點聯播新聞》（聯播新聞網））。
- 2017年4月24日，中廣音樂網宣佈以「Iradio線上聽」名義重新開張（在中廣網站和「中廣線上聽APP」播出）[7] ，目前平日節目由林威（0800~1200）、琦琦（1300~1700）、鄭開來（1700~2000）接力進行直播；其餘時段播出音樂放不完、Star DJ、華語金曲榜及東西洋金曲榜。平日0700聯播新聞網《中廣早報新聞》、1200~1300與流行網聯播(1200~1230流行網聯播新聞網《中廣午餐新聞》；1230~1300流行網播出《流行新推薦》)。
- 2017年8月10日，中廣音樂網與杰威爾音樂合作，請來旗下藝人派偉俊、冼佩瑾、袁詠琳錄製中廣音樂網、流行網新台呼，台呼歌詞一樣，不同的曲風。冼佩瑾版本在當日開始播出（派偉俊、袁詠琳版本於同年9月播出）。
- 2019年3月21日起，啟用新版官方線上收聽平台。[8]
- 2022年7月28日起，不再和流行網聯播《中廣午餐新聞》1200~1230時段
- 2023年3月27日起，因流行網改版，原平日1230~1300《流行新推薦》停播
- 2025年3月起，平日2000~2400聯播流行網《娛樂Ｅ世代》、《midnight you and me》
- 2025年5月起，平日2000~2400不再聯播流行網《娛樂Ｅ世代》、《midnight you and me》

## FM廣播停播前收聽頻率[9]
- 總台－台北竹子湖轉播站：基隆、台北、新北、桃園 FM96.3
- 新竹和苗栗台－苗栗火炎山轉播站：新竹、苗栗 FM96.1
- 台灣台－彰化芬園轉播站：台中、彰化、南投 FM96.3
- 嘉義和台南台－台南關子嶺轉播站：雲林、嘉義、台南 FM96.1
- 高雄台－高雄壽山轉播站：高雄、屏東 FM96.3
- 宜蘭台－宜蘭轉播站：宜蘭全域 FM96.1
- 花蓮台－花蓮轉播站：花蓮新城以南，壽豐以北 FM96.3
- 台東台－台東轉播站：台東鹿野以南，台東太麻里以北 FM96.3

## 主持人

### Wave Radio時期
- 黃韻玲（Wave愛發呆DJ）
- 朱約信（Wave開天窗DJ）
- Rain（Wave愛月光DJ）
- 蔡榮祖（跳槽Hit FM聯播網主持，2023年回新加坡。）
- 趙之璧（Wave愛亂想DJ,現為Hit FM聯播網主持人）
- 鄭開來（Wave愛音樂DJ,現為i Radio中廣音樂網17~21點i-正點DJ）
- Chris（Wave愛從零開始DJ）
- Winni（Wave愛多一點DJ）
- Will（星期六、日Wave愛發光DJ、Wave愛簡單DJ。現為好事聯播網主持人）
- Elaine（星期六、日Wave愛發光DJ）
- 張智成（Wave愛簡單DJ）
- 琦琦（本名李鈺琦，星期一～五Wave愛發光DJ，星期六、日Wave愛自由DJ。現為i Radio中廣音樂網i-輕鬆13~17點的DJ）
- 萬芳（Wave愛兜風DJ）
- 小傑（Wave愛下班DJ，非廖允杰）
- 林威（Wave愛上癮DJ）
- 艾瑞克Eric（Wave嗑音樂DJ）
- 劉虹嬅（Wave愛放電DJ）

### i RadioFM96時期
- JS（由妹妹陳綺萱（Sophia）與哥哥陳忠義（Justin）組成，i-漫遊DJ）
- 馬兆駿（i-說笑DJ）
- Rose（本名李雅欣，i am I DJ[10]）
- 琦琦（i-輕鬆，i-賴床DJ[11][12]）
- 林威（i-幸福DJ）
- 艾瑞克Eric（i-上線.東洋西洋金曲榜DJ）
- 汪佩蓉（i want music DJ，2016年4月1日停播）
- 鄭開來（i-正點DJ）
- 葉樹茵（i-音符，仍因行動不便，主持時間不到一年）
- 劉書薇 （i-音符DJ）  （2007.04.01~2008.03.30 時段：星期日晚上10點到12點，現為漢聲廣播電台主持人)
- Issac（因到國外留學，已於2011年7月離職）
- 萬芳（i-散步DJ，跳槽到原住民廣播電台）
- 星瀚（前MTVVJ）（嘻哈DJ，2016年4月1日停播）
- 娃娃（魏如萱，歌手魏如昀之姊，原中廣音樂網i-happyDJ，2011年2月1日改為端端主持。現為Hit FM聯播網主持人）
- Penny （因要當導遊而留學）
- 林凡（i have fun DJ，2017年4月離職）
- 梁正群（阿丹）（原i-輕鬆DJ，後改為琦琦主持，知名導演梁修身之子，主持人梁赫群胞弟；後到中廣流行網主持節目《風格玩家》，節目已停播。）
- 劉虹嬅（i-樂瘋DJ，2016年3月27日停播）
- 陳綺萱(i-漫遊DJ，也是創作組合歌手Js的妹妹Sophia，2016年3月27日停播)
- 大雄（i-遛達DJ）
- 陳婧Tracy i-Love You DJ（2014年離職，遠嫁香港，另一半為香港著名音樂人徐繼宗）
- 寶兒（因要留學而離職）
- 布萊恩（已於2009年2月離職，現為Hit FM聯播網《耐玩DJ》主持人）
- Amy（已離職）
- 左光平（左小光－音樂聽光光DJ）
- 自由發揮（i-自由節目DJ，由李伯恩與阿達（昌璟翔）組成，節目已停播）
- 小光（林哲光，i-晚睡DJ，前Hit Fm 翹班DJ）
- 端端（黃端妤，深白色二人組主唱，i-happy.華語金曲榜DJ）
- 容嘉（已經於2012年9月離開電台主持工作）
- 廖允（i-潮樂DJ）
- 劉祿存（藝名李洛洋，i-潮樂DJ）
- 梁文音（i-知音dj，節目已停播）

### 目前—i Radio線上聽時期
- 林威（i-幸福DJ）8：00-12：00
- 琦琦（i-輕鬆DJ )13：00-17：00
- 鄭開來（i-正點DJ）17：00-20：00
- 端端（華語金曲榜DJ）
- 艾瑞克Eric（東洋西洋金曲榜DJ）
- 新聞網聯播：謝葉蓉（中廣早報新聞DJ）

其餘時段播出音樂放不完、Star DJ。平日0700~0800聯播新聞網《中廣早報新聞》

## FM頻率停播始末
中廣音樂網與寶島網係因為1980年代時，行政院為遏制中國大陸的廣播電台對台灣發射訊號播音（即「遏制匪波」）政策而設立，因目前已經廢止「遏制匪波」政策，執照、頻段收回，其所使用的頻段已經被NCC指配給原住民族廣播電台及客家廣播電台，2017年3月1日生效，所以音樂網與寶島網需於3月1日之前停止使用相關頻率。但2017年2月14日臺北高等行政法院裁准停止執行NCC決議收回頻道決定，全案可上訴，NCC於2月24日向最高行政法院提出抗告，隨後最高行政法院裁臺北高等行政法院作出的裁定廢棄，無線廣播訊號的音樂網與寶島網於2017年4月15日0時停止播音 。
原住民族廣播電台使用原中廣音樂網的頻率播音，於2017年8月9日開播。

## 外部連結
- 中廣音樂網（页面存档备份，存于）
- 中廣音樂網的Facebook專頁
- 中广音乐网历年台歌（2003~2017） （页面存档备份，存于）